# 吉帕瓦
吉帕瓦（法語：Guipavas，法語發音：[ɡipava]）是法国菲尼斯泰尔省的一个市镇，属于布雷斯特区。

## 地理
吉帕瓦（48°26'1"N, 4°24'3"W）面积44.13 平方千米，位于法国布列塔尼大區菲尼斯泰尔省，该省份为法国最西部的省份，位于布列塔尼半岛西部，北西南三面环大西洋，东临阿摩尔滨海省和莫尔比昂省。
与吉帕瓦接壤的市镇（或旧市镇、城区）包括：普拉贝内克、布雷斯特、拉福雷朗代诺、古埃努、凯尔桑普拉贝内克、勒勒莱克-凯吕翁、圣迪维。

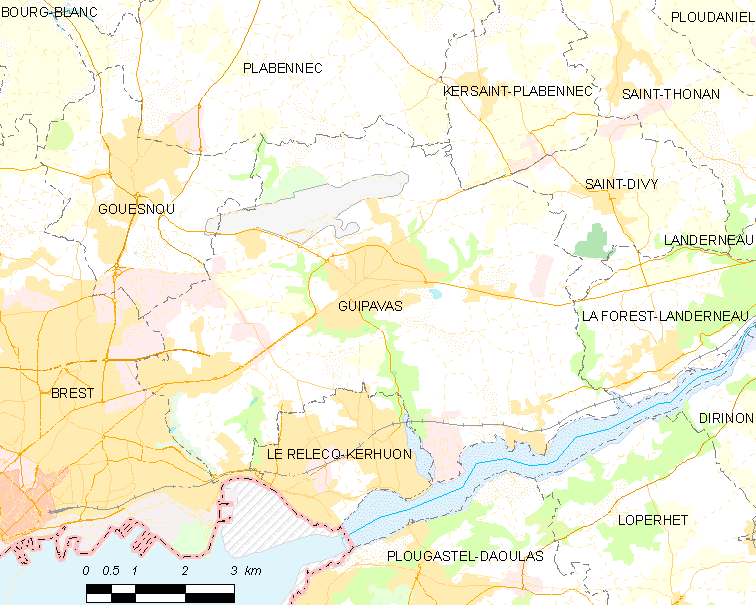
吉帕瓦的OSM定位图

吉帕瓦的时区为UTC+01:00、UTC+02:00（夏令时）。

## 行政
吉帕瓦的邮政编码为29490，INSEE市镇编码为29075。

## 政治
吉帕瓦所属的省级选区为吉帕瓦县。

## 人口

1962-2008年间吉帕瓦人口变化图示

吉帕瓦于2022年1月1日时的人口数量为15401人。